# 小舒拉鄉

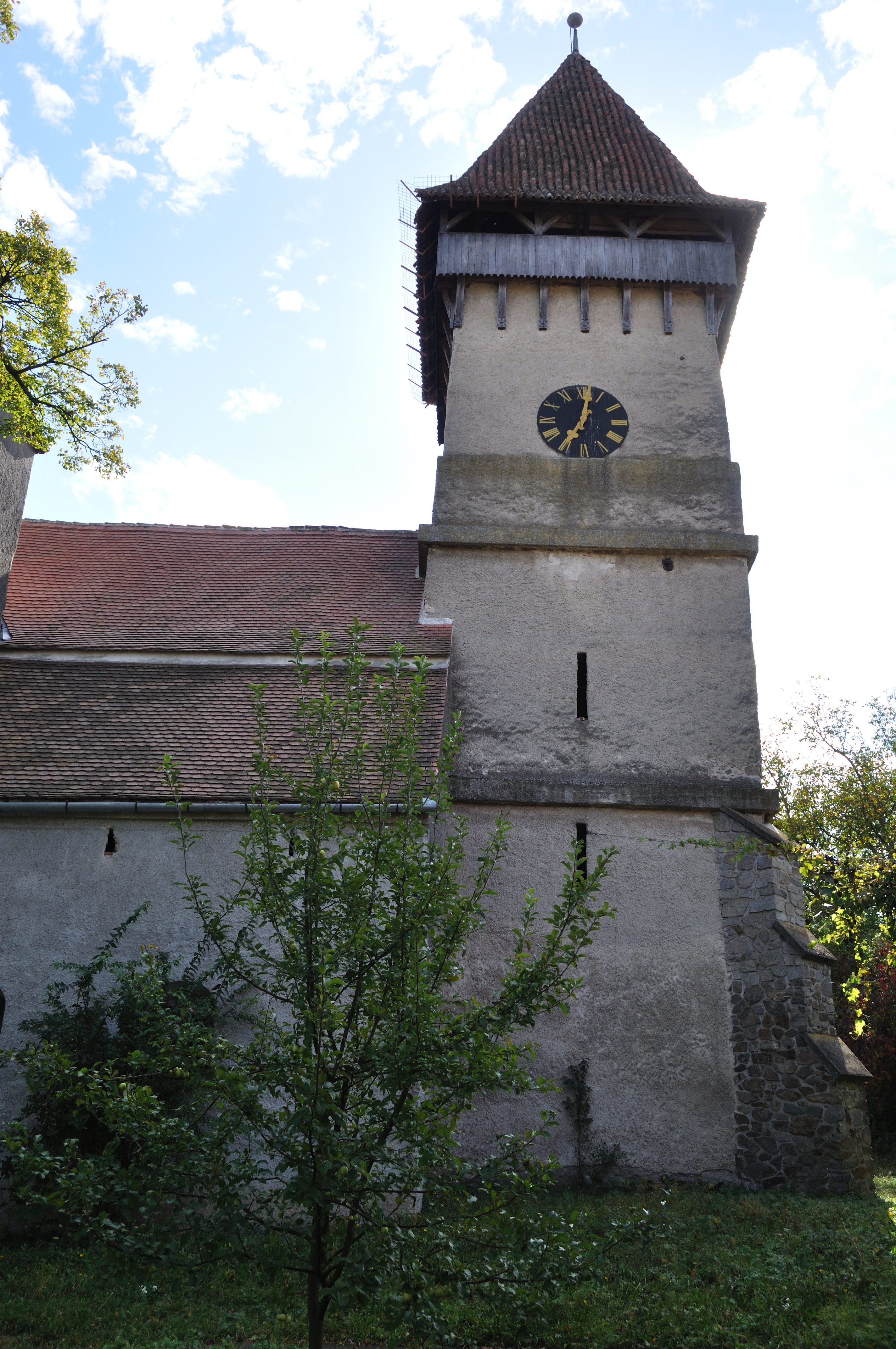

45°49′55″N 24°3′27″E / 45.83194°N 24.05750°E
小舒拉鄉（羅馬尼亞語：Comuna Șura Mică, Sibiu），是羅馬尼亞的鄉份，位於該國中部，由錫比烏縣負責管轄，面積49平方公里，海拔高度448米，2007年人口2,456，人口密度每平方公里50人。